# Antoon Sallaert
Antoon Sallaert (Brussel, 1594 - aldaar, 1650) was een Vlaamse barokschilder  en wandtapijtontwerper. Sallaert was een innovatief prentkunstenaar en wordt beschouwd als de uitvinder van de monotype techniek. Hij werd in 1613 meester in het Brusselse schilders, goudslagers en glazenmakers ambacht, waar hij actief bleef tot zijn dood in 1650.

## Biografie
Antoon Sallaert ging in 1606 in de leer bij de Brusselse schilder Michel de Bordeaux. Zeven jaar later, in 1613, werd hij meester binnen het Brusselse schilders, goudslagers en glazenmakers ambacht. Hoewel verschillende bronnen hem vermelden als leerling van Peter Paul Rubens, is er geen concreet bewijs om deze these te onderbouwen. In de jaren 1633 en 1648 diende Sallaert als deken in het Brusselse schildersambacht.

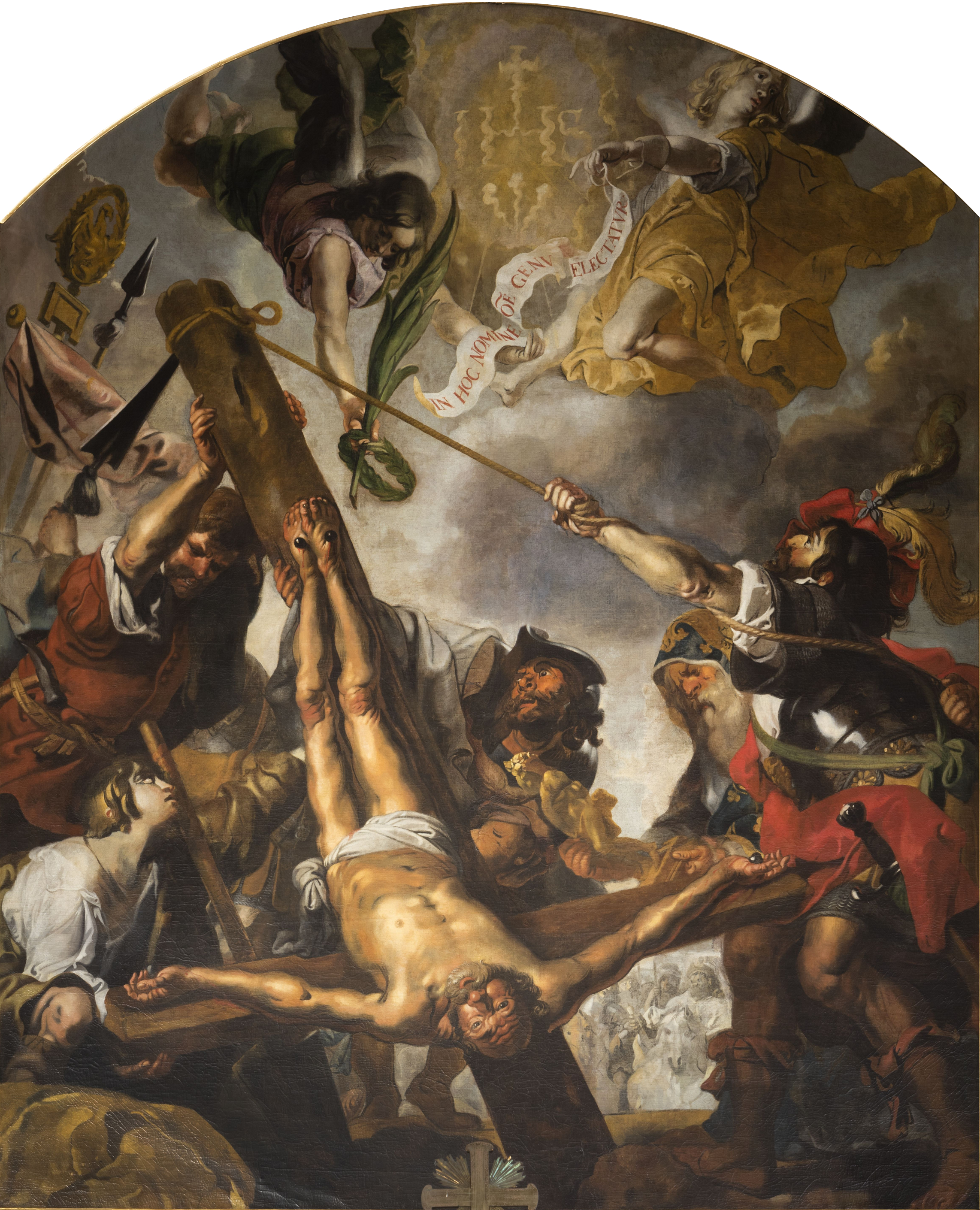
Kruisiging van Sint Pieter

Sallaert ontving in de jaren 1620 en 1630 verschillende opdrachten van de Aartshertogen Albrecht en Isabella maar was nooit officieel ingeschreven als hofschilder. Hiernaast schilderde hij voor lokale edellieden en produceerde hij religieuze werken voor Jezuïetenkerken in en rond Brussel. Verder was hij actief als schilder van wandtapijtkartons waarvoor hij in 1646 privileges ontving van het stadsbestuur.
Sallaert trouwde met Anna Verbruggen.  Hun zoon Jan Baptist (gedoopt op 14 februari 1612) leerde bij zijn vader en werd een schilder.
Sallaert werd begraven in de Brusselse Kapellekerk op 12 juni 1650.

## Werk
Sallaert was een veelzijdig kunstenaar die in verschillende genres en media werkte. Hij schilderde zowel religieuze als mythologische onderwerpen en was ook portretschilder. Hij maakte regelmatig ontwerpen voor lokale publicaties en produceerde veel monotypes. Verder ontwierp hij wandtapijtkartons voor de lokale weefateliers. 
Sallaert stond in zijn tijd bekend als een uitmuntend tekenaar en het is mogelijk dat zijn schilderijen en tekeningen zijn toegeschreven aan andere kunstenaars zoals Rubens of Jacob Jordaens.
Werken van hem hangen onder andere in het Koninklijke Musea voor Schone Kunsten van België, Palazzo del Quirinale en Chiesa San Francesco d'Asisi a Ripa.

## Geselecteerde werken

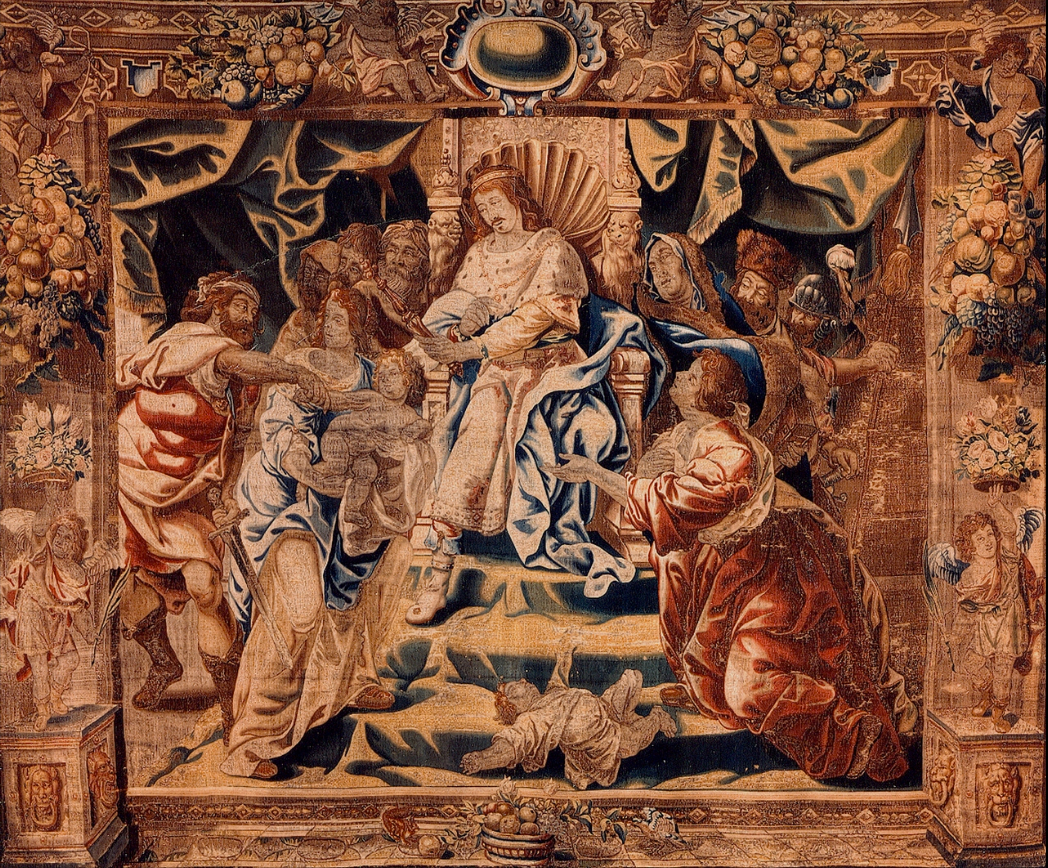
Anton Sallaert - Solomons oordeel (wandtapijt)
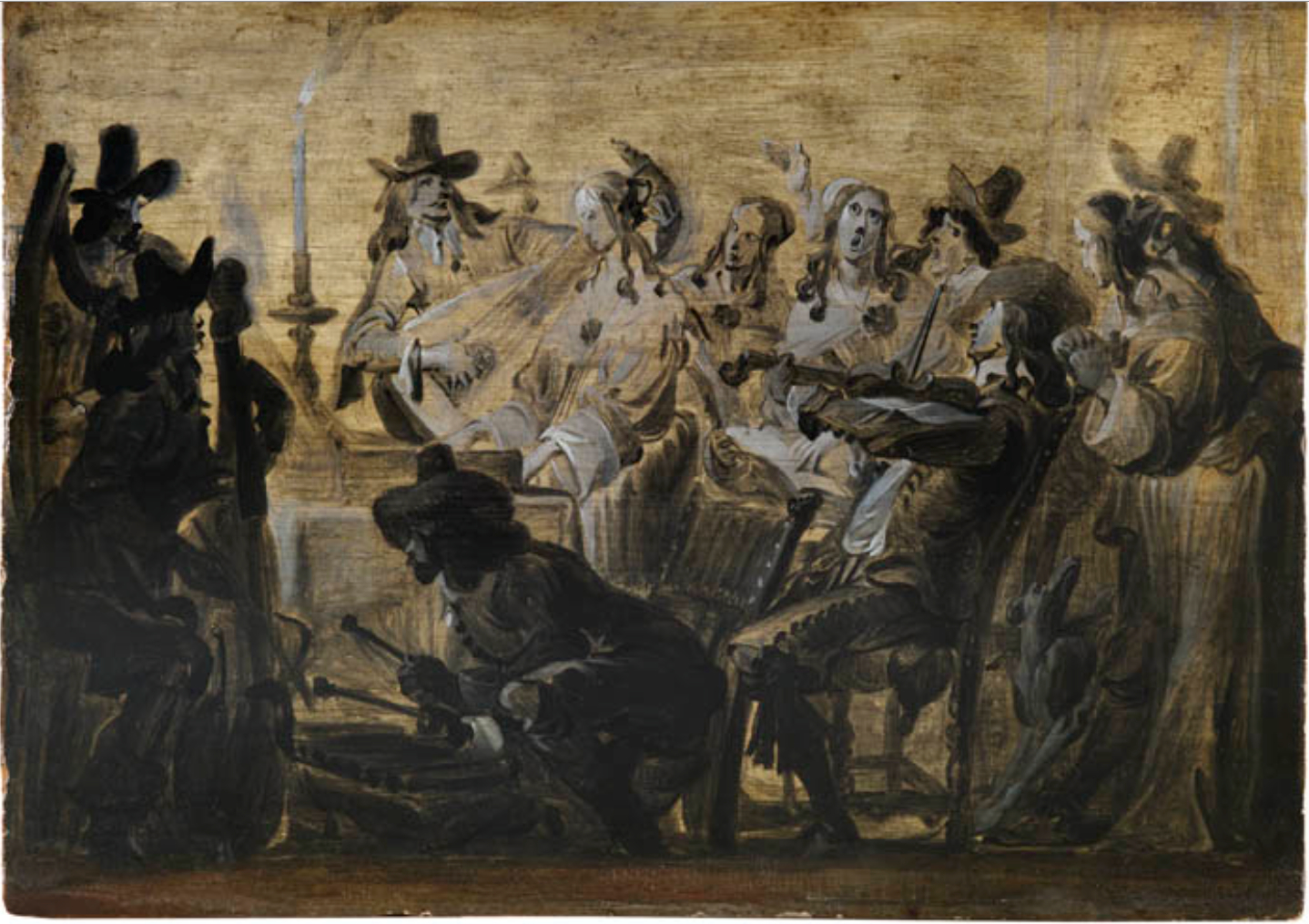
Antoon Sallaert - Vrolijk gezelschap
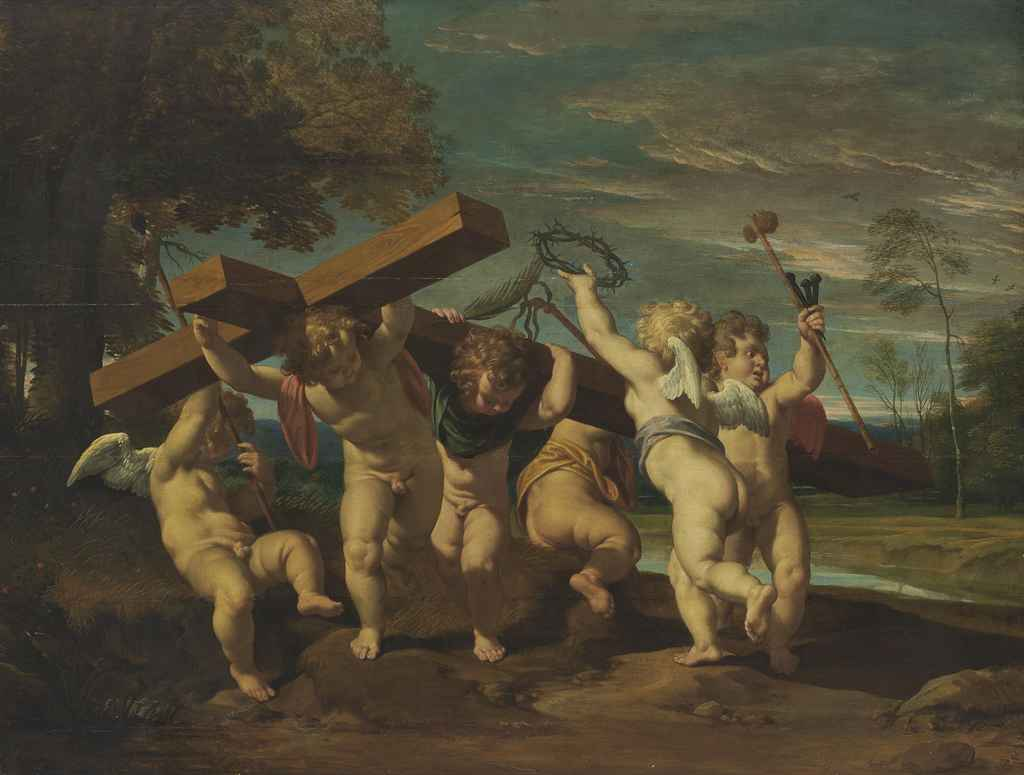
Lodewijk de Vadder en Antoon Sallaert - Putti met symbolen van de Passie
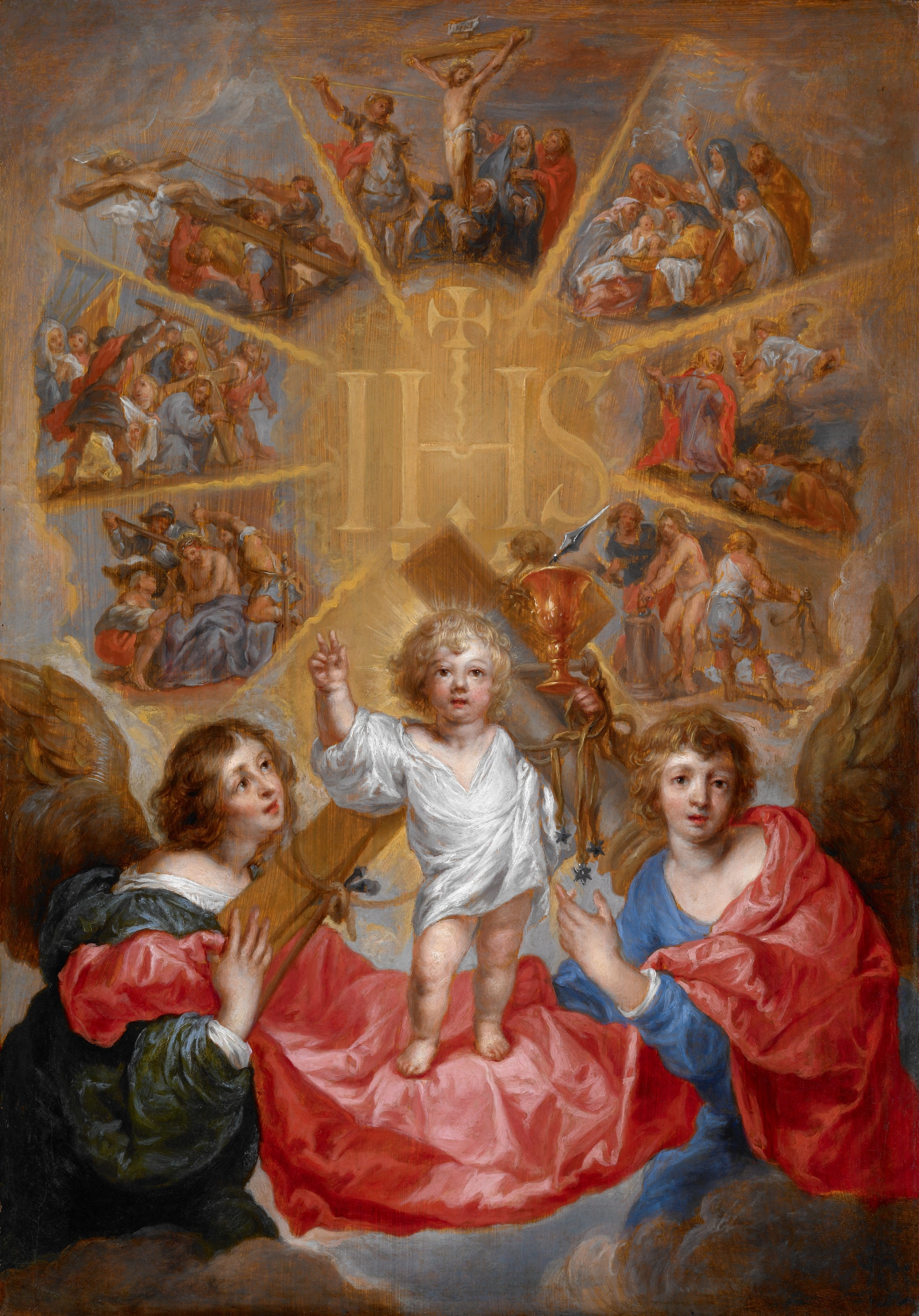
De verheerlijking van de naam Jezus

## Voetnoten
1. 1 2  A. Pinchart, ‘La corporation des peintres de Bruxelles’, Messager des sciences historiques, ou Archives des arts et de la bibliographie de Belgique (1877-1879).
2. ↑  K. Brosens and V. De Laet, ‘Matthijs Roelandts, Joris Leemans and Lanceloot Lefebure unearthed. New data on Brussels baroque tapestry’, The Burlington Magazine 151 (June 2009), pp. 366.
3. ↑  Antoon Sallaert op de site van het Rijksbureau voor Kunsthistorische Documentatie.

- Biografisch Portaal: 84489694
- Gemeinsame Normdatei: 138095957
- International Standard Name Identifier: 0000 0000 5405 2018
- Library of Congress Control Number: no2008126982
- RKD-Nederlands Instituut voor Kunstgeschiedenis: 69391
- Union List of Artist Names: 500001576
- Virtual International Authority File: 4751538
- WorldCat: E39PBJfCypHCc3vw3mpHYwVQv3